# Programme d'échange de seringues
Pour les articles homonymes, voir PES.

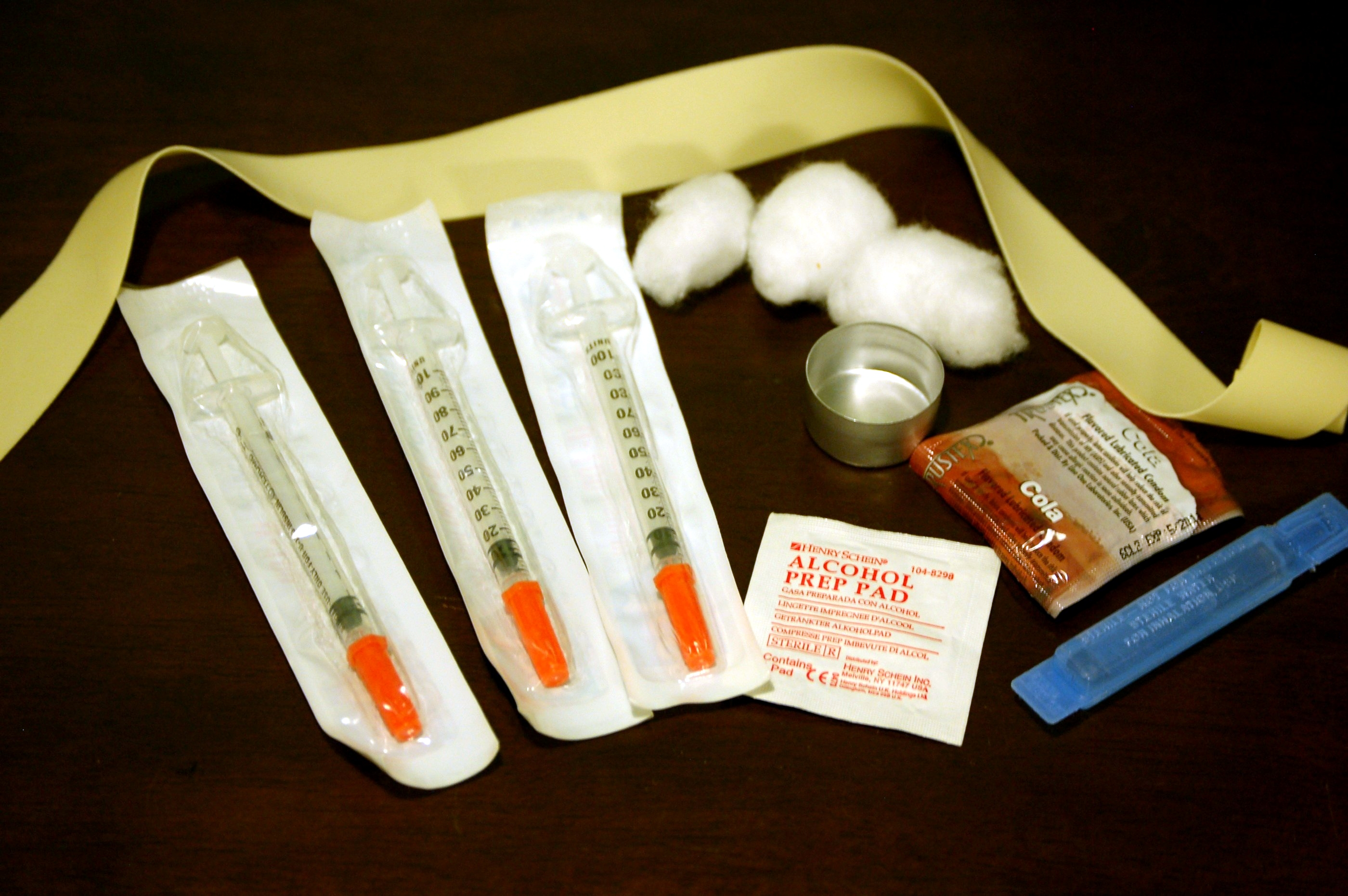
Exemple de kit d'échange de seringues

Un programme d'échange de seringues (PES) est un service social de réduction des risques qui consiste à mettre à la disposition des usagers de drogues du matériel, notamment pour les injections stériles (seringues, filtre, cuillère etc.) mais aussi des préservatifs par exemple, et de récupérer le matériel usagé.

## Fonctionnement et objectifs
Les PES sont notamment employés dans la lutte contre la propagation du SIDA et des hépatites. Ils sont gérés par des équipes mixtes (travailleurs sociaux, médecins, infirmiers, ex-usagers de drogues), et ont pour objectif de se rapprocher des usagers qui fréquentent peu ou pas les autres lieux de soin, en offrant un service sans contraintes. Ils constituent également un lieu écoute, et représentent un premier pas vers un accompagnement social et médical en cherchant à prévenir les comportements à risques.

## Historique
Les premiers programmes PES sont mis en place dans les années 1980 aux Pays-Bas (1984), en Australie (1986) et au Royaume-Uni (1987-88). En France ils sont implantés à titre expérimental en 1989, et sont officiellement reconnus depuis 1995.
En France les PES peuvent être automatisés (distributeurs automatiques), ou mis en place dans des antennes mobiles ou des lieux fixes.